# Jerry Woods
Jerry Bosque es un antiguo defensive back en la National Football League. 

## Biografía
Woods nació como Jerry Lee Woods el 13 de febrero de 1966 en Dyersburg, Tennessee.

## Carrera
Woods fue destacado en la séptima ronda de la NFL Draft 1989 por los Detroit Lions, y pasó esta temporada con ese equipo. Pasó la temporada siguiente con los Green Bay Packers. 
Jugó a nivel universitario en la Northern Michigan University.